# Numerele de înmatriculare auto în Vatican
Numerele de înmatriculare din Vatican se împart în două categorii:
- SCV (pentru vehicule oficiale) urmate de maxim 5 cifre
- CV (pentru toate celelalte vehicule) urmate de maxim 5 cifre